# Спарадок
Спарадок (на гръцки: Σπαράδοκος; на латински: Sparatocos) е одриски цар управлявал в периода (около 448 – 444 пр.н.е.). Син е на Терес I, брат на Ситалк и баща на Севт I. Известни са монетни емисии с името му (изложени в Национален археологически музей София).

## Управление[3]
Вероятно ок. 447 г. пр. Хр. Спарадок сключва договор с Атинския морски съюз, с който се уреждало плащането на данък от страна на гръцките колонии в Северна Егея, Пропонтида и Хелеспонта към Одриската държава. Владенията му не надхвърлят територията, контролирана от баща му Терес, но с данъците от колониите стабилизира финансово одриската държава.

## Други
- Морският нос Спарадок на остров Ливингстън, Южни Шетлъндски острови, Антарктика е наименуван на цар Спарадок.[4]